# ماريو بيرازولو
ماريو بيرازولو (بالإيطالية: Mario Perazzolo)‏ (مواليد 7 يونيو 1911) هو لاعب كرة قدم. يلعب مع منتخب إيطاليا لكرة القدم. سبق له أن لعب في كأس العالم لكرة القدم مع منتخب بلاده.

## روابط خارجية
- ماريو بيرازولو على موقع قاعدة بيانات كرة القدم.إي يو (الإنجليزية)
- ماريو بيرازولو على موقع ناشيونال فوتبول تيمز (الإنجليزية)
- ماريو بيرازولو على موقع عالم كرة القدم.نت (الإنجليزية)